# Woolworth Building
Woolworth Building je jeden z nejstarších mrakodrapů v New Yorku. Více než 100 let po jeho postavení je stále jeden z 50 nejvyšších v Spojených státech a také jeden z 20 nejvyšších v New Yorku. V roce 1966 byla stavba zařazena mezi Národní historické památky.
Budova má 55 pater a byla postavena v letech 1910–1913 v neogotickém stylu, navrhl ji architekt Cass Gilbert a stála 13 500 000 USD. S výškou 241 m (původně se plánovalo 190,5 m) byla nejvyšší budovou na světě až do 1930, kdy postavili 40 Wall Street.